# Michel Durafour
Michel Durafour (ur. 11 kwietnia 1920 w Saint-Étienne, zm. 27 lipca 2017 tamże) – francuski polityk, pisarz, dziennikarz i samorządowiec, parlamentarzysta, w latach 1974–1976 i 1988–1991 minister.

## Życiorys
Ukończył Lycée de Saint-Étienne oraz studia prawnicze na Uniwersytecie Paryskim, kształcił się także w École libre des sciences politiques. W latach 1944–1946 był urzędnikiem ministerstwa informacji. Później zajmował się dziennikarstwem i pisarstwem. Publikował m.in. powieści szpiegowskie, kryminalne i thrillery, w działalności literackiej używał pseudonimów Pierre Jardin, Cécil Viborg i Rémi Sibel.
Jako polityk był związany z francuskim nurtem radykalnym, działał w Partii Radykalnej i później we współtworzonej przez to ugrupowanie federacyjnej Unii na rzecz Demokracji Francuskiej. W Senacie w latach 80. należał do związanej z radykałami frakcji Gauche démocratique.
W latach 1947–1965 był zastępcą mera Saint-Étienne, następnie do 1977 sprawował urząd mera tej miejscowości. W latach 1949–1955 i 1967–1979 wchodził w skład rady generalnej departamentu Loara. Od 1974 do 1997 zasiadał w radzie regionu Rodan-Alpy, w latach 1980–1981 pełnił funkcję jej przewodniczącego.
Był członkiem obu izb francuskiego parlamentu. W 1967, 1968, 1973 i 1978 uzyskiwał mandat posła do Zgromadzenia Narodowego III, IV, V i VI kadencji z Loary. W latach 1965–1967 i 1983–1988 wchodził w skład Senatu.
Obejmował stanowiska rządowe w gabinetach, którymi kierowali gaullista Jacques Chirac, centrysta Raymond Barre i socjalista Michel Rocard. Był ministrem pracy (od maja 1974 do sierpnia 1976), ministrem delegowanym przy premierze do spraw gospodarki, finansów i budżetu (od sierpnia 1976 do marca 1977), ministrem służb publicznych i reformy administracyjnej (od maja 1988 do maja 1991) oraz ministrem stanu (od lutego 1989 do maja 1991).